# Saint-Sever
Saint-Sever is een gemeente in het Franse departement Landes (regio Nouvelle-Aquitaine). De plaats maakt deel uit van het arrondissement Mont-de-Marsan. Saint-Sever telde op 1 januari 2022 5.038 inwoners.
De plaats is bekend door de voormalige benedictijnenabdij, een historisch monument en werelderfgoed van UNESCO in het kader van de bedevaartwegen naar Compostella.

## Geschiedenis
De geschiedenis van de stad gaat zeker terug tot de 1e eeuw. Toen was er al een Romeinse versterking op de heuvel van Morlanne boven de stad en de rivier de Adour. Volgens de legende werd in de 5e eeuw op deze heuvel de Heilige Severus gedood door de Vandalen. Rond zijn graf ontstond een bedevaartsoord. In de 7e eeuw werd er een kapel gebouwd en in de 11e eeuw een abdij, onder patronage van de hertogen van Gascogne. De oude stad, onder de abdij, was in de 11e eeuw volledig ommuurd. In de 13e eeuw werd in de oude stad een jacobijnenklooster gebouwd. In de 15e eeuw werd een grotere stadsmuur gebouwd. De stad en de abdij kregen te lijden onder de Honderdjarige Oorlog en de Franse godsdienstoorlogen.

## Geografie
De oppervlakte van Saint-Sever bedroeg op 1 januari 2022 46,96 vierkante kilometer; de bevolkingsdichtheid was toen 107,3 inwoners per km².

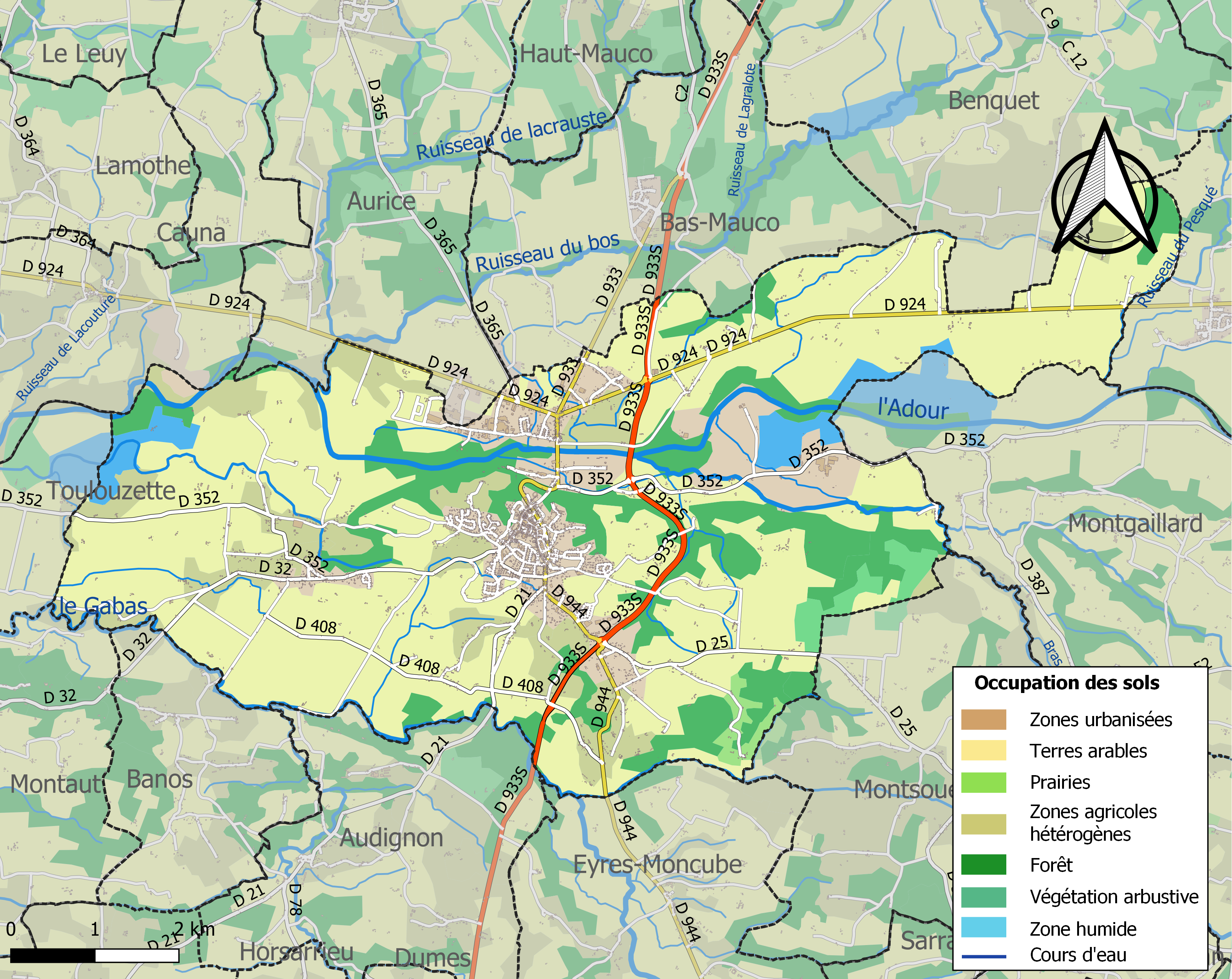
Kaart van de gemeente met de belangrijkste infrastructuur, bodemgebruik en omliggende gemeenten

## Demografie
Onderstaande figuur toont het verloop van het inwonertal (bron: INSEE-tellingen).

## Geboren
- Jean Maximilien Lamarque (1770-1832), generaal en politicus